# Erysimum ghaznicum
Erysimum ghaznicum är en korsblommig växtart som beskrevs av James Cullen och Karl Heinz Rechinger. Erysimum ghaznicum ingår i släktet kårlar, och familjen korsblommiga växter. Inga underarter finns listade i Catalogue of Life.